# 長崎県保育所一覧
長崎県保育所一覧（ながさきけんほいくしょいちらん）は、長崎県の保育所の一覧。

## 公立保育所

### 壱岐市
- 芦辺保育所
- 石田保育所
- 勝本保育所
- 筒城保育所
- 八幡保育所
- 武生水保育所
- 渡良保育所
- 柳田保育所
- 志原保育所
- 初山保育所
- 沼津保育所
- 三島保育所

### 諫早市
- 諫早中央保育所
- 太陽保育所
- 長田保育所
- 深山保育所
- 本野保育所
- 森山保育所

### 雲仙市
- 土黒保育所
- 木場へき地保育所

### 大村市
- 池田保育所
- 三城保育所
- 中央保育所
- 竹松保育所

### 北松浦郡

#### 小値賀町
- 小値賀前方保育所
- 笛吹保育所

#### 佐々町
- 中央保育所
- 第二保育所
- 第三保育所

### 五島市
- 黒瀬保育所
- 嵯峨島保育所
- 浜窄保育所
- みいらく保育所
- 久賀島へき地保育所
- 富江へき地保育所
- 大宝へき地保育所
- 中川へき地保育所
- 玉之浦へき地保育所
- 伊福貴へき地保育所
- 七岳へき地保育所

### 西海市
- 蛎浦保育所
- 横瀬保育所
- 間瀬保育所

### 佐世保市
- 大黒保育所
- 上相浦保育所
- 楠栖保育所
- 小佐々保育所
- 早岐保育所
- 日宇保育所
- 柚木保育所
- 吉井保育所
- 三川内保育所
- 御船保育所
- 浅子へき地保育所
- 高島へき地保育所
- 宇久ふたばへき地保育所
- 猪調保育所
- 江迎保育所
- 加勢保育所
- 深江保育所

### 島原市
- 白山保育園
- 三会保育園（へき地）

### 対馬市
- 泉保育所
- 佐賀保育所
- 佐須奈保育所
- 豊玉南保育所
- 仁田保育所
- 比田勝保育所
- 雞知保育所
- 三根保育所
- 阿連へき地保育所
- 久根へき地保育所
- 佐須へき地保育所
- 豆酘へき地保育所
- 西へき地保育所
- 大船越へき地保育所
- 賀谷へき地保育所
- 竹敷へき地保育所
- 小船越へき地保育所
- 仁位保育所
- 乙宮保育所
- 塩浜保育所
- 小綱保育所
- 久原へき地保育所
- 佐護へき地保育所
- 一重へき地保育所

### 長崎市
- 長崎市立緑ケ丘保育所
- 長崎市立戸町保育所
- 長崎市立山里保育所
- 長崎市立愛宕保育所
- 長崎市立稲佐保育所
- 長崎市立小ケ倉保育所
- 長崎市立大手保育所
- 長崎市立仁田保育所
- 長崎市立伊良林保育所
- 長崎市立中央保育所
- 長崎市立香焼保育所
- 長崎市立樺島保育所
- 長崎市立蚊焼保育所
- 長崎市立川原保育所
- 長崎市立為石保育所

### 西彼杵郡

#### 時津町
- 時津保育所

#### 長与町
- 高田保育所

### 東彼杵郡

#### 川棚町
- 小串保育所
- 白石保育所

#### 波佐見町
- 鴻ノ巣保育所

### 平戸市
- 生月保育所
- 大島村保育所
- 山田保育所
- 野子町へき地保育所
- 根獅子町へき地保育所
- 早福町へき地保育所
- 木々津町恵へき地保育所
- 度島町へき地保育所
- 志々伎町へき地保育所

### 松浦市
- 今福保育所
- 鷹島保育所
- 上志佐保育所
- 調川保育所
- 星鹿保育所
- 御厨保育所
- 青島へき地保育所

### 南島原市
- 北有馬保育所

### 南松浦郡

#### 新上五島町
- 青方保育所
- 有川保育所
- 有福保育所
- 宿ノ浦保育所
- 奈摩保育所
- 奈良尾保育所
- 若松保育所
- 大曾へき地保育所
- 神山へき地保育所
- 浜ノ浦へき地保育所
- 冷水へき地保育所
- 道土井へき地保育所
- 番岳へき地保育所
- 神之浦へき地保育所

## 私立保育所

### 長崎市
- 大浦保育園
- 桐ノ木保育園
- 滑石保育園
- 親愛園
- 木鉢双葉園
- 長崎大学病院 あじさい保育園
- 西浦上保育園
- 聖徳保育園
- 慈光保育園
- 住吉保育園
- 放光保育園
- 友愛八幡町保育園
- 日見保育園
- 式見保育園
- 教宗寺保育園
- さくら保育園
- もとお保育園
- みはら保育園
- にしやま保育園
- うみのほし保育園
- ロザリオ保育園
- 青山保育園
- 滑石センター保育園
- 旭保育園
- 長照寺保育園
- 唯念寺保育園
- ダーナ保育園
- 上長崎保育園
- 戸石保育園
- 山王保育園
- 三重保育園
- 葉山保育園
- 畝刈保育園
- 女の都青い鳥保育園
- 樫山保育園
- 赤迫保育園
- 立岩保育園
- 長崎北保育園
- 田上保育園
- 小江原保育園
- 日吉幼児園
- 小島保育園
- 若宮保育園
- 西山台保育園
- 鶴見台保育園
- 菜の花保育園
- ダイヤランド保育園
- 三京えのき保育園
- かき道ピノキオ保育園
- おひさま保育園
- たんぽぽ保育園
- 森の風保育園
- 長崎聖マリア保育園
- しらゆり保育園
- 茂木保育園
- 伊王島幼児園
- 浄華保育園
- 高浜保育園
- 野母保育園
- 椿が丘保育園
- 出津愛児園
- 黒崎聖母保育園
- 形上保育園
- 尾戸保育園
- 琴海保育園
- 中央保育園
- にしうみ保育園
- 星座保育園
- つばさ保育園
- 福田保育所
- 城山保育所
- 友愛富士見町保育園
- 神ノ島愛児園
- 小百合園保育所
- お告げの聖母保育園
- 外海まどか保育園
- ピッパラ保育園
- あけのほし保育園
- 聖母保育園
- さくらんぼ保育園
- あゆみ保育園
- ひよこ保育園
- 保育園TON☆TON（トン☆トン）
- こばと保育所

### 佐世保市
- 大野保育所
- あさひ保育園
- 海光園
- みどり保育園
- 須佐保育園
- 藤原幼児園
- 菫ケ丘幼児園
- 双葉幼児園
- 黒島保育園
- 相浦保育園
- 日野保育園
- 春日幼児園
- みなと保育園
- やまずみ幼児園
- 比良保育園
- 三浦保育園
- 江永保育園
- 昭徳保育園
- 天竜保育園
- ひばり保育園
- 天神保育園
- すみれ保育園
- 赤崎保育園
- 光の子乳児保育園
- 新田保育園
- 花高保育園
- 椎木保育園
- 光の子保育園
- もみじが丘保育園
- アトム保育園
- 愛光保育園
- 針尾保育園
- かいぜ保育園
- 有福保育園
- 島地シティ夜間保育園
- ルンビニ保育園
- 佐世保ステーション保育園
- 佐世保中央保育園
- 吉井北保育園
- ひとみ保育園
- おはし保育園
- 世知原保育園
- ゆりかご保育園
- 宇久幼児園
- 神崎社会館
- 佐世保乳児保育園
- 進徳保育園

### 南島原市
- 山陰保育園
- 小林保育園
- 深江保育園
- 瀬野保育園
- 寺田保育園
- 文華保育園
- 木場保育園
- 恵光保育園
- 若草保育園
- 新切保育園（新名称：南島原しんきりこども園）
- 白百合保育園
- 有家保育園
- 見岳保育園
- 須川保育園
- 長野保育園
- 竜石保育園
- 西有家保育園
- ひかり保育園
- 大江保育園
- あやめ保育園
- 玉峰保育園
- 口之津保育園
- ともしび保育園
- 愛宕保育園
- 野田保育園
- 若木保育園